# Porocyphus
Porocyphus Körb. (kruszyk) – rodzaj grzybów z rodziny Lichinaceae. Ze względu na współżycie z glonami zaliczany jest do grupy porostów.

## Systematyka i nazewnictwo
Pozycja w klasyfikacji według Index Fungorum: Lichinaceae, Lichinales, Incertae sedis, Lichinomycetes, Pezizomycotina, Ascomycota, Fungi.
Synonimy nazwy naukowej: Homopsella Nyl., Homopsellomyces Cif. & Tomas., Lichiniza Nyl., Psoropsis Nyl. ex Zwackh.
Nazwa polska według W. Fałtynowicza.

## Niektóre gatunki
- Porocyphus coccodes Flot. ex Körb. 1855 – kruszyk koralkowy
- Porocyphus kalbarriensis Henssen 1990
- Porocyphus kenmorensis (H.B. Holl ex Nyl.) Henssen 1974
- Porocyphus leptogiella (Nyl.) T.L. Ellis 1981
- Porocyphus lichinelloides Henssen 1963
- Porocyphus rehmicus (A. Massal.) Zahlbr. 1924 – kruszyk Rehma

Nazwy naukowe na podstawie Index Fungorum. Uwzględniono tylko gatunki zweryfikowane. Nazwy polskie według W. Fałtynowicza.